# Colochirus
Colochirus is een geslacht van zeekomkommers uit de familie Cucumariidae.

## Soorten
- Colochirus crassus Ekman, 1918
- Colochirus cylindricus Semper, 1867
- Colochirus pusillus Helfer, 1912
- Colochirus quadrangularis Troschel, 1846
- Colochirus robustus Östergren, 1898